# Württembergische Landstände

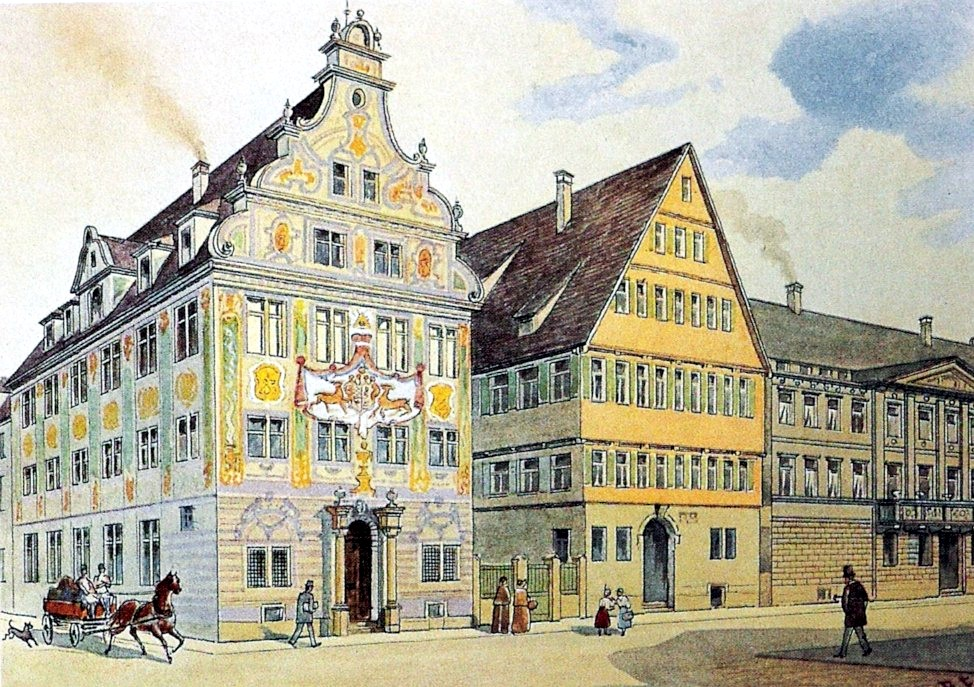
Blick auf die württembergischen Landtagsgebäude in der Stuttgarter Kronprinzstraße im 19. Jahrhundert. Links an der Ecke zur Kienestraße stand das Gebäude der Ersten Kammer (Kammer der Standesherren), ganz rechts das Gebäude der Zweiten Kammer (Kammer der Abgeordneten) mit dem Halbmondsaal.

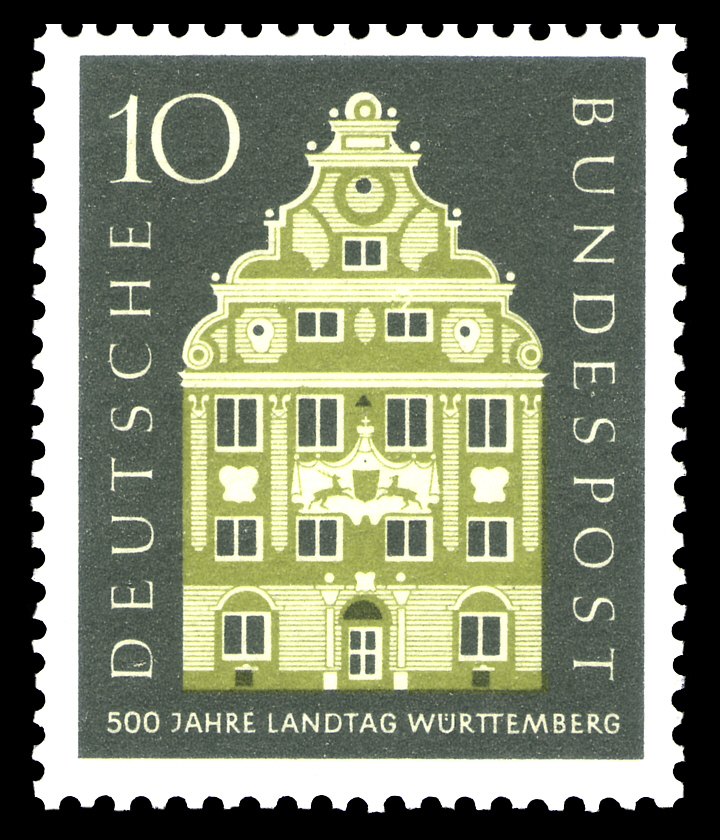
1957 erinnerte die Deutsche Bundespost mit einer Sonderbriefmarke an den 500. Jahrestag der ersten nachweisbaren württembergischen Landtage

Die Württembergischen Landstände waren ein vom 15. bis zum Beginn des 20. Jahrhunderts existierendes Repräsentativorgan Württembergs und spielten eine wichtige historische Rolle. Die Geschichte dieser Landstände gliedert sich in zwei Perioden:
Die erste und bei weitem längere beginnt mit den dokumentierten altwürttembergischen Landtagen des Jahres 1457 in Stuttgart und Leonberg. In Württemberg schied der Adelsstand mit der Reformation aus der Landschaft aus. Die beiden verbliebenen Stände, die evangelische Geistlichkeit und das Bürgertum, versammelten sich in den Landtagssitzungen gemeinsam und nicht, wie in den anderen deutschen Territorien üblich, getrennt in die drei klassischen Stände Adel, Klerus und Bürgertum. Die Geistlichkeit und das Bürgertum verschmolzen im Laufe des 16. Jahrhunderts zu einem einzigen Stand, der württembergischen Ehrbarkeit. Das Fehlen des Adels verlieh der Landschaft ein stärker „demokratisches“ Element als andernorts. Im Jahre 1805, als Kurfürst Friedrich die altständische Verfassung des Herzogtums Württemberg aufhob, gab es bis zum Ende der Napoleonischen Kriege keine württembergischen Landtage.
Die zweite Phase der Geschichte der württembergischen Landstände reicht vom Jahre 1815 bis zur Novemberrevolution. Der Landtag bestand von 1819 bis 1918 aus den beiden Kammern der Standesherren (Erste Kammer) und der Abgeordneten (Zweite Kammer). Die Altrechtler der Abgeordnetenkammer (Zweite Kammer) sahen sich in der Tradition der altwürttembergischen Landschaft. Die Zweite Kammer war zudem die Vorläuferin der württembergischen Volksvertretung, die in der Zeit der Weimarer Republik auf einer demokratischen Verfassung beruhte und nur noch aus einer Kammer bestand.

## Die Landschaft Altwürttembergs

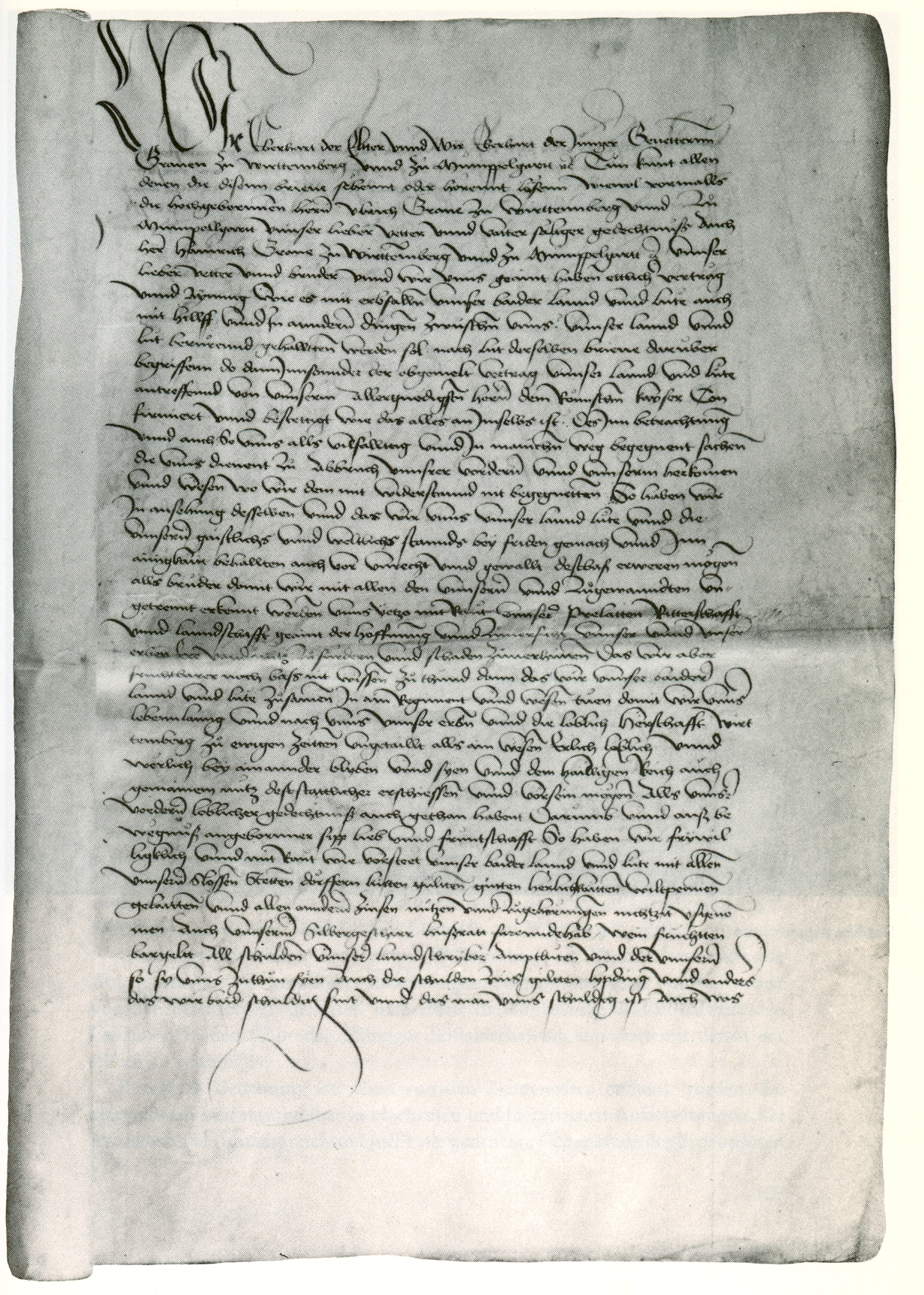
Erste Seite des Münsinger Vertrags im Hauptstaatsarchiv Stuttgart

### Die Entstehung
Die Mitwirkung württembergischer Landstände bei politischen Entscheidungen hatte eine lange Tradition. Zum Abschluss des Friedensvertrages Graf Eberhards des Erlauchten mit der Reichsstadt Esslingen am 20. Dezember 1316 entsandten acht württembergische Städte ihre Vertreter aus der Landschaft. Die Landschaft spielte im 15. Jahrhundert eine zunehmend wichtigere Rolle, insbesondere nachdem die Grafschaft Württemberg im Nürtinger Vertrag von 25. Januar 1442 in die Linien Stuttgart und Urach aufgeteilt worden war. Für das Jahr 1457 sind erstmals zwei württembergische Landtage klar dokumentiert, wobei sich die Delegierten der Stuttgarter Landeshälfte vermutlich im Sommer im Herrenhaus am Stuttgarter Marktplatz versammelten und diejenigen der Uracher Landeshälfte im November das Gasthaus Schwarzer Adler in Leonberg gemäß unsicherer mündlicher Überlieferung als Versammlungsort wählten. Gegenstand der Beratungen in Stuttgart war der drohende Krieg mit der Kurpfalz, für den Graf Ulrich V. von Württemberg-Stuttgart die finanzielle Hilfe der Landstände suchte.
Der Landtag im November 1457 in Leonberg beschäftigte sich mit Graf Ulrichs Streit mit Kurfürst Friedrich um die Frage der Vormundschaft über Ulrichs Neffen Eberhard von Württemberg-Urach. Die Uracher Landschaft entschied sich in dieser Frage für die Vormundschaft Graf Ulrichs von Württemberg-Stuttgart. Zudem traten Vertreter der Landschaft in den neuen Vormundschaftsrat ein, so dass diese direkten Einfluss auf politische Entscheidungen des Uracher Landesteils nehmen konnten. Die Konfrontation mit der Kurpfalz endete für Graf Ulrich schließlich in der Niederlage der Schlacht bei Seckenheim.
Nicht nur die Auseinandersetzungen mit der Kurpfalz, sondern auch die Aufspaltung in die beiden Linien des Hauses Württemberg erforderten einen engen Zusammenhalt von Land und Herrschaft, wenn Württemberg als eigenständiges Territorium nicht zu Grunde gehen sollte.
Für die Folgezeit sind neben Stuttgart und Leonberg noch weitere württembergische Städte im Uracher Landesteil als Orte von Landtagen bekannt. Dazu zählen nachweislich Münsingen, Urach und Tübingen.
Auf den Landtagen der getrennten Landesteile Württemberg-Stuttgart und Württemberg-Urach wurde ein gemeinsames Landesbewusstsein gepflegt. Die Identifizierung der Untertanen mit Württemberg als Ganzem scheint der so genannten „Ehrbarkeit“ sehr wichtig gewesen zu sein, um dem jeweiligen Grafen den Rücken frei zu halten. Damit zeichnete sich in Württemberg im späten 15. Jahrhundert die Aufteilung der Macht zwischen dem Herrscher und seinen meist niederadeligen Räten und Dienern einerseits und der Landschaft bestehend aus Ritterschaft, Prälaten und Ehrbarkeit andererseits ab. Schon bei den ersten Tagungen forderten und erhielten die Vertreter der Landschaft politische Mitsprache über Krieg und Frieden sowie das Steuerwesen. Auch das Recht auf Widerstand der Landschaft gegenüber dem Grafen im Falle von Vertragsbrüchen war mit eingeschlossen.
Ein festgefügter Turnus zur Einberufung des Landtags durch den Grafen hatte sich anfangs noch nicht herausgebildet. Dafür bot meist ein besonderes Ereignis den Anstoß, insbesondere wenn Hausverträge zu beschließen waren, von denen es im Laufe des 15. Jahrhunderts wegen der Fortdauer der Teilung Württembergs noch eine ganze Reihe gab. In dem Zusammenhang zu nennen sind der Nürnberger Vertrag vom 3. Dezember 1361, der Uracher Vertrag vom 12. Juli 1473 und schließlich der wichtige Münsinger Vertrag vom 14. Dezember 1482, welcher die Teilung Württembergs beendete und die Unteilbarkeit des Landes für die Zukunft festlegte. In der Folge gab es noch den Stuttgarter Vertrag vom 22. April 1485, den Frankfurter Entscheid vom 30. Juli 1489 und den Esslinger Vertrag vom 2. September 1492. Eine nachhaltige Stabilisierung der Einheit Württembergs erfolgte schließlich auf dem Reichstag zu Worms (1495) durch die Erhebung zum Herzogtum am 21. Juli. Dies brachte die endgültige Festlegung der Unteilbarkeit und der Unveräußerlichkeit des Landes sowie der reichsrechtlich garantierten Primogenitur in der württembergischen Thronfolge.
Bei den Landtagen ab den achtziger Jahren des 15. Jahrhunderts erschienen nun auch verstärkt die Äbte und Pröpste der 14 württembergischen Klöster und gewannen bedeutenden Einfluss. Neben den 14 Äbten bestand ein württembergischer Landtag dieser Zeit aus etwa 30 adeligen Rittern, die Lehen vom Herzog hatten, und den rund 120 bürgerlichen Abgeordneten der Städte und Ämter. Die Ritterschaft mochte sich bei den Landtagen nicht in gleicher Intensität wie die beiden anderen Stände beteiligen, weil sie eine Verpflichtung zur finanziellen Unterstützung des Hofs in Stuttgart ablehnte. Auch die Prälaten, also die Äbte und Pröpste der sich autonom wähnenden Landesklöster, trugen mit ihren Klostergrundherrschaften bis etwa zum Jahre 1530 noch kaum zum württembergischen Steueraufkommen bei. Allein die bürgerlichen Vertreter der Landschaft und somit die Bürger und Bauern der württembergischen Ämter brachten die von den Landtagen bewilligten Steuern auf.
Ein Höhepunkt der landständischen Entwicklung in Württemberg war die Absetzung Herzog Eberhards II. durch die Landschaft im Jahre 1498. Nun verwaltete mit dem Wohlwollen König Maximilians erstmals eine rein landständische Regierung das Herzogtum Württemberg.

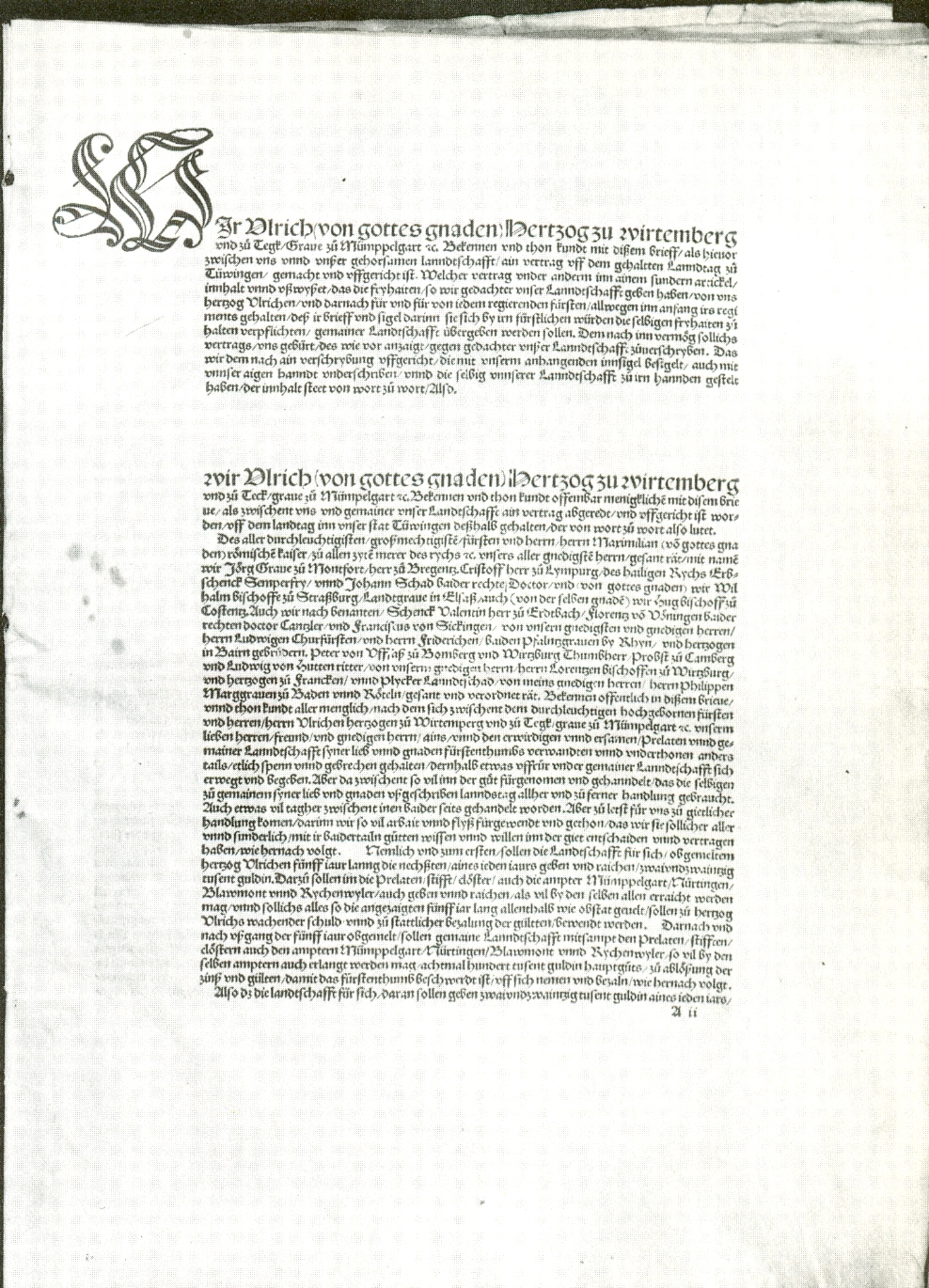
Urkunde des Tübinger Vertrags im Hauptstaatsarchiv Stuttgart

### Der Tübinger Vertrag
Wegen der ständig zunehmenden Steuerlasten erhob sich in der Landbevölkerung des kurz vor dem Staatsbankrott stehenden Herzogtums Württembergs Anfang des Jahres 1514 heftiger Unwille, der schließlich im Mai in den Aufstand des Armen Konrad mündete. Die Landschaft nahm diese Empörung breiter Schichten der Untertanen zum Anlass, Herzog Ulrich im Tübinger Vertrag vom 8. Juli 1514 eine Reihe von Zugeständnissen abzuringen, wofür im Gegenzug die Schulden des Herzogs in Höhe von 920.000 Gulden von der Landschaft übernommen wurden und dann eine planvolle Besteuerung zur Abtragung der Schuldenlast angegangen wurde. Die Schuldenlast rührte hauptsächlich von Herzog Ulrichs kostenträchtigen Kriegszügen und seinem aufwändigen höfischen Lebensstil her.
Der Tübinger Vertrag verbriefte dem Landtag die zum Teil schon gewohnheitsrechtliche Mitsprache bei der Gesetzgebung, das Recht der Steuerbewilligung, ein Mitspracherecht bei Führung von Kriegen und bei Friedensbeschlüssen sowie das Recht zur Ablehnung des Verkaufs von Teilen des Landes. Außerdem wurde den württembergischen Untertanen Rechtssicherheit vor Gericht zugebilligt, wobei die im Vertrag genannten Strafbestimmungen von zeitüblichen körperlichen Grausamkeiten geprägt waren. Der Vertrag sah auch die Möglichkeit zur freien Auswanderung aus Württemberg für jedermann vor.
Die Regelungen des Tübinger Vertrags blieben bis zum Ende des Jahres 1805 in Kraft und können als Verfassung Altwürttembergs betrachtet werden. Allerdings gab es fast bei jedem Antritt eines neuen Herzogs Auseinandersetzungen um den Fortbestand, die Interpretation oder die Abänderung des Vertrags.

### Unter Herzog Ulrich und den Habsburgern
Der Tübinger Vertrag gewährte lediglich den Vertretern der Ehrbarkeit die Möglichkeit zur Teilnahme an Landtagen. Die Forderungen des Armen Konrad nach politischer Teilhabe blieben unerfüllt. Ein im Jahre 1514 zeitgleich zum Tübinger Landtag in Stuttgart versammelter Bauernlandtag blieb ergebnislos. Erneute Aufstände des Armen Konrad wurden von der Obrigkeit nun blutig niedergeschlagen.
Bereits 1516 richtete sich die Politik Herzog Ulrichs auch gegen die unerwünschte Übermacht der Landstände, nachdem diese im Blaubeurer Vertrag vom Oktober 1516 die Ausübung der Regierungsgewalt für sechs Jahre ausgehandelt hatten. Es kam zu Verhaftungen und Hinrichtungen führender Vertreter der Ehrbarkeit. Im Jahre 1519 wurde Herzog Ulrich wegen seines Überfalls auf die Reichsstadt Reutlingen von Truppen des Schwäbischen Bundes aus seinem Land vertrieben. Während der nun folgenden vierzehnjährigen Herrschaft des Hauses Habsburg konnte sich die Ehrbarkeit in ihrem Einfluss festigen und mit den katholischen Äbten des Landes insgesamt 20 Landtage abhalten. Während dieser Zeit eignete sich die Landschaft die gesamte Finanzverwaltung Württembergs an. Neben den Plenarlandtagen bildeten sich aus Gründen der Effizienz ein ständig tagender kleiner Ausschuss und ein um weitere Personen erweiterbarer sogenannter großer Ausschuss des Landtags heraus.
Die arme Landbevölkerung Württembergs profitierte jedoch nicht von der Herrschaft der Habsburger, die mit Hilfe des württembergischen Adels ausgeübt wurde. 1525 kam es im Bauernkrieg auch zum Aufstand von 8000 württembergischen Bauern, die unter Führung von Matern Feuerbacher standen. Der Schwäbische Bund konnte jedoch alle Bauernheere besiegen, so auch die württembergischen am 12. Mai 1525 bei Böblingen. Damit war die landständische Macht der württembergischen Ehrbarkeit weiter gesichert. Als 1534 wegen der konfessionellen Spaltung in der Folge der Reformation der Schwäbische Bund zerbrach, gelang Herzog Ulrich mit Hilfe des Landgrafen Philipp von Hessen die Rückeroberung Württembergs, in welchem nun 1536 die Reformation durchgeführt wurde. Herzog Ulrich beseitigte alle landständischen Einrichtungen aus der Zeit der habsburgischen Herrschaft und berief von 1540 bis zu seinem Tod im Jahre 1550 auch keinen einzigen Landtag mehr ein.

### Neuordnung unter Herzog Christoph
Ulrichs Sohn und Nachfolger Christoph bestätigte den Tübinger Vertrag. Die Ehrbarkeit und die nun evangelischen Prälaten der 14 landständischen württembergischen Männerklöster konnten neben dem Landtag auch die ständigen landständischen Ausschüsse im Jahre 1554 wiederbeleben:
- Der kleine oder engere Ausschuss setzte sich aus zwei Prälaten und sechs Vertretern der Städte zusammen, wobei je einer aus Stuttgart und Tübingen kommen musste. Der engere Ausschuss durfte sich jederzeit aus eigenem Antrieb versammeln und sich auch selbst ergänzen, wenn ein Mitglied ausschied.
- Der große Ausschuss bestand aus den Mitgliedern des engeren Ausschusses und weiteren zwei Prälaten und sechs Städtevertretern. Das Zusammentreten des großen Ausschusses bedurfte der Einberufung durch den Herzog.
- Der Landtag selbst bestand aus 14 Prälaten und 69 weltlichen Deputierten der Amtsstädte, welche die Landstände verkörperten. Sie entsprachen in gewissem Sinne der Legislative. Als juristische Beiräte beschäftigten die Stände die sogenannten Landschaftskonsulenten, die die Beschlüsse nach außen vertraten. In den Ständen waren bald die Prälaten die unbestrittenen Wortführer der Landtage. Prälaten und Bürger bildeten nur eine Kammer. Eine Einteilung der Landstände in die andernorts üblichen drei Kurien Adel, Geistlichkeit und Bürgertum gab es in Stuttgart nicht mehr.

Der Adel war definitiv nicht mehr Bestandteil der württembergischen Landschaft. Die verheerende Politik Herzog Ulrichs und sein Mord an Hans von Hutten hatten die von jeher lockere Bindung der Ritterschaft an die württembergischen Landstände völlig untergraben. Im Jahre 1561 wurde die Reichsunmittelbarkeit des katholisch gebliebenen Adels konstituiert. Dies begründete die weitgehend homogene evangelische bürgerlich-bäuerliche Sozialstruktur Altwürttembergs. Diese wurde durch die 1565 eingeführte protestantische Kirchenverfassung Württembergs zusätzlich gefestigt.
An der Spitze der Exekutive stand der Herzog mit den von ihm ernannten Hofbeamten, dem Landhofmeister, dem Haushofmeister und dem Kanzler.

### Während der Friedensjahre
In den Jahren seit dem Augsburger Religionsfrieden bis zum Ausbruch des Dreißigjährigen Kriegs erlebte das Herzogtum Württemberg eine lange Friedensepoche, die die grundlegende Entwicklung der evangelisch-pietistischen Kultur Altwürttembergs sehr begünstigte. Diese lange mitteleuropäische Friedenszeit war überschattet von der Hexenverfolgung, auch wenn in Württemberg verhältnismäßig wenige Verfolgungen stattfanden.
Die württembergischen Landstände konnten ihre Stellung in diesen Jahren ausbauen, jedoch nicht frei von Konflikten und schweren Krisen. Herzog Friedrich versuchte sein Vasallenheer durch ein modernes stehendes Heer zu ersetzen und benötigte dafür die Zustimmung des Landtags, die dieser jedoch mit Hinweis auf den Tübinger Vertrag ablehnte. Deshalb wollte Friedrich im Landtag sogenannte Erläuterungen zum Tübinger Vertrag erwirken, die von den Untertanen Kriegsdienste und zusätzliche Abgaben verlangten. Der Landtag lehnte Änderungen des Tübinger Vertrags in dieser Hinsicht jedoch ab und wurde deshalb aufgelöst. Der Herzog beseitigte auch die Institution des kleinen und großen Ausschusses. Der unerwartete Tod Herzog Friedrichs 1608 stoppte dessen Bemühungen zur nachhaltigen Schwächung der Landstände.

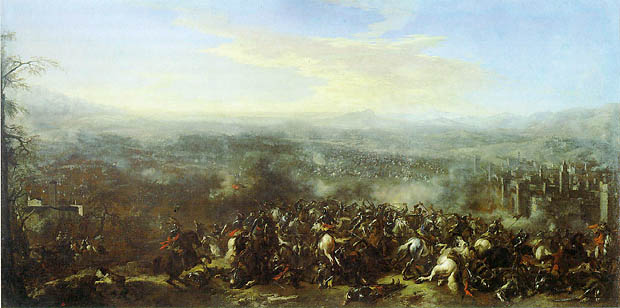
1634 entschied sich das Schicksal Württembergs im Dreißigjährigen Krieg durch die Niederlage der protestantischen Fürsten gegen die verbündeten kaiserlichen und spanischen Heere in der Schlacht von Nördlingen.

### Im Dreißigjährigen Krieg
Mitten im Krieg gelang es den Landständen beim Hauptlandtagsabschied von 1629, die herzoglichen Amtleute von der Teilnahme an Landtagen zukünftig auszuschließen. Gleichzeitig wurde die neue oberste Landesbehörde, der sogenannte Geheime Rat, der Landschaft gegenüber mit verantwortlich. Der Kriegsverlauf unterbrach diese Erfolge der Landschaft und stürzte sie und das ganze Land in schwere Not. Nach der Schlacht bei Nördlingen flohen der junge Herzog Eberhard, seine Räte und vier Mitglieder des Landschaftsausschusses ins Exil nach Straßburg. Ebenfalls ins Exil kamen der Landschaftskonsulent, Mitarbeiter der Landschaft, die Landschaftskasse und die wichtigsten Akten. Die vierjährige direkte Herrschaft der Habsburger über Württemberg von 1634 bis 1638 hatte katastrophale Folgen. Etwa zwei Drittel der Einwohner Württembergs fielen Kriegsgräueln, Hunger und Seuchen zum Opfer. Der durch das Restitutionsedikt bedrohte württembergische Territorialbestand konnte zwar 1648 mit dem Westfälischen Frieden im alten Umfang wiederhergestellt werden, aber die Kriegsfolgen lasteten noch lange schwer auf dem Land.

### Der Wiederaufbau des Landes
Die vom Wiederaufbau des völlig ruinierten Landes bestimmten Jahrzehnte nach 1648 führten zu einer engen und vertrauensvollen Zusammenarbeit des Herzogs, seiner Räte und der Landstände. Fast alle zwei Jahre trat der Landtag nun zusammen.
Bedingt durch den Ausschluss der Amtleute seit 1629 fühlten sich die Bewohner der württembergischen Dorfgemeinden gegenüber den Bewohnern der Amtsstädte benachteiligt, da nun nur noch die dort lebende Ehrbarkeit das aktive und passive Landtagswahlrecht ausübte. Im Tübinger Vertrag war zwar das passive Wahlrecht festgelegt für die Mitglieder der Ehrbarkeit, über das aktive Wahlrecht machte der Vertrag jedoch keine Aussage. So kam es im Verlaufe des 17. und 18. Jahrhunderts vielerorts zu einer Veränderung der Landtagswahlkörperschaften dahingehend, dass auch die ländlichen Gegenden mit einbezogen wurden. Da die Landtagsabgeordneten kein freies Mandat, sondern lediglich ein imperatives Mandat besaßen, war das fehlende passive Wahlrecht für die ländliche Bevölkerung letztlich zweitrangig gegenüber der tatsächlich gewonnen politischen Mitwirkung.
Zu heftigen Konflikten zwischen Herrschaft und Landschaft kam es unter dem Administrator Friedrich Karl wegen dessen unvorsichtiger Politik im Pfälzischen Erbfolgekrieg, die 1688, 1692 und 1693 eine Invasion französischer Truppen in Württemberg zur Folge hatte. Um die marodierende französische Armee wieder aus dem Land zu bekommen und Stuttgarts völlige Zerstörung abzuwenden, waren 600.000 Gulden an Frankreich zu bezahlen. Da diese riesige Summe nur in Raten bezahlt werden konnte, nahm Frankreich württembergische Geiseln. Es waren dies sieben sogenannte Interimsgeiseln, darunter der Landschaftskonsulent Johann Heinrich Sturm, und sechs sogenannte Kontributionsgeiseln, darunter auch Vertreter der Landschaft, die 1693 bis 1696 unter unwürdigen Bedingungen in Straßburg und Metz gefangen gehalten wurden. Zwei der Geiseln starben in der Haft. Es waren dies der Hirsauer Prälat Johann Ludwig Dreher am 7. September 1694 und der Göppinger Vogt Sigmund Georg Schott am 7. Mai 1695. Das Geiseldrama wurde schließlich im November 1696 mit Hilfe des Basler Bankiers Franz Leisler nach zähen Verhandlungen mit König Ludwig XIV. und Herzog Eberhard Ludwig beendet. Zum Dank schenkte die Landschaft allen betroffenen Familien vergoldete Erinnerungsbecher, sogenannte Geiselbecher.

### Die Landschaft im Zeitalter des Absolutismus

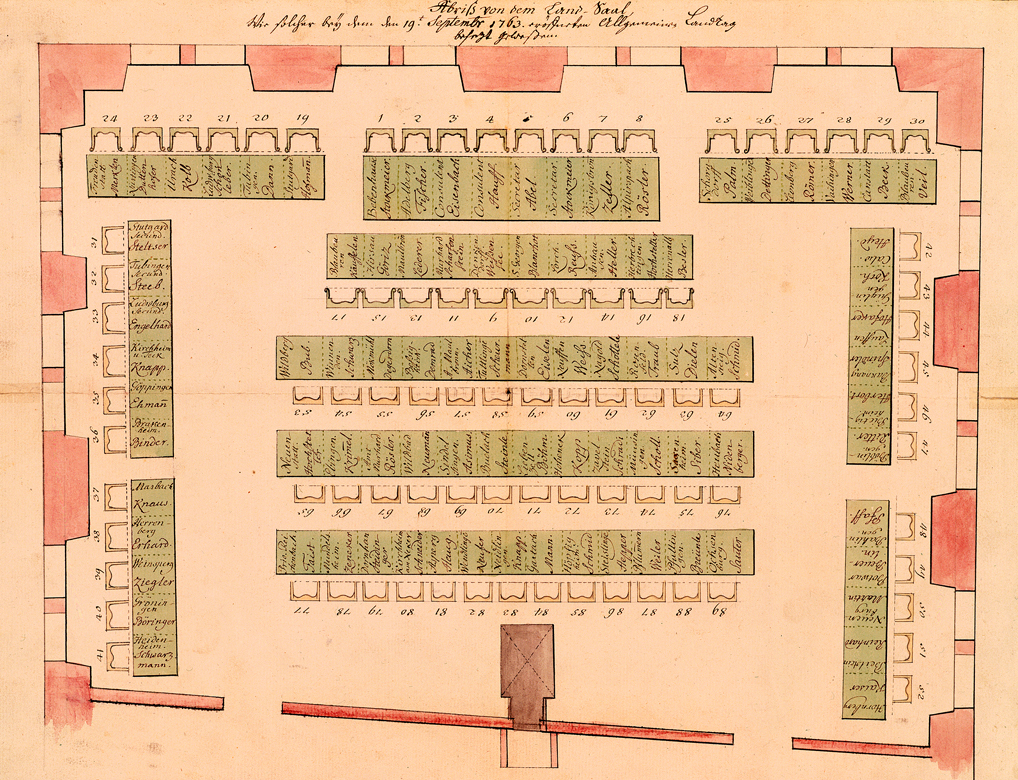
Zusammensetzung des Landtags, 1763

Seit der Regierung Herzog Eberhard Ludwigs hatten sich die Landstände gegen die verstärkten absolutistischen Bestrebungen ihrer Herrscher zu wehren. Nach der Plenartagung 1699 wurde der württembergische Landtag während des gesamten 18. Jahrhunderts nur noch zweimal zu Plenarsitzungen aller Abgeordneten einberufen. Ansonsten tagte lediglich der permanente Ausschuss der Landstände. Im Jahre 1724 bewilligten die Stände nach heftigen Auseinandersetzungen und unter dem Eindruck der ständigen militärischen Bedrohung aus Frankreich Finanzmittel zur Aufstellung einer wenn auch noch sehr bescheidenen württembergischen Armee. In den Verhandlungen zwischen Landschaft und Herzog trat insbesondere der Hirsauer Prälat Johann Osiander (1657–1724) hervor.
1733 gingen mit dem Regierungsantritt des katholischen Herzogs Carl Alexander in den sogenannten Religionsreversalien die landesbischöflichen Rechte an den der Landschaft verpflichteten Geheimen Rat über. Außerdem rang die Landschaft dem Herzog bei Regierungsantritt weitere umfangreiche Privilegien ab, die der Herzog während seiner Herrschaft wieder rückgängig zu machen versuchte. Mit Hilfe seines jüdischen Finanziers Joseph Süß Oppenheimer erreichte er rasch eine weitgehende Unabhängigkeit von den Geldern der Landschaftskasse. Dies brachte ihn jedoch in Konflikt mit den pietistischen Moralvorstellungen der konservativen Ehrbarkeit, deren unerbittliche Rache sich nach dem überraschenden Tod des Herzogs 1737 an seinem Finanzier entlud. Die neue Vormundschaftsregierung berief 1737 erstmals seit 1699 wieder eine Plenarsitzung des Landtags ein.

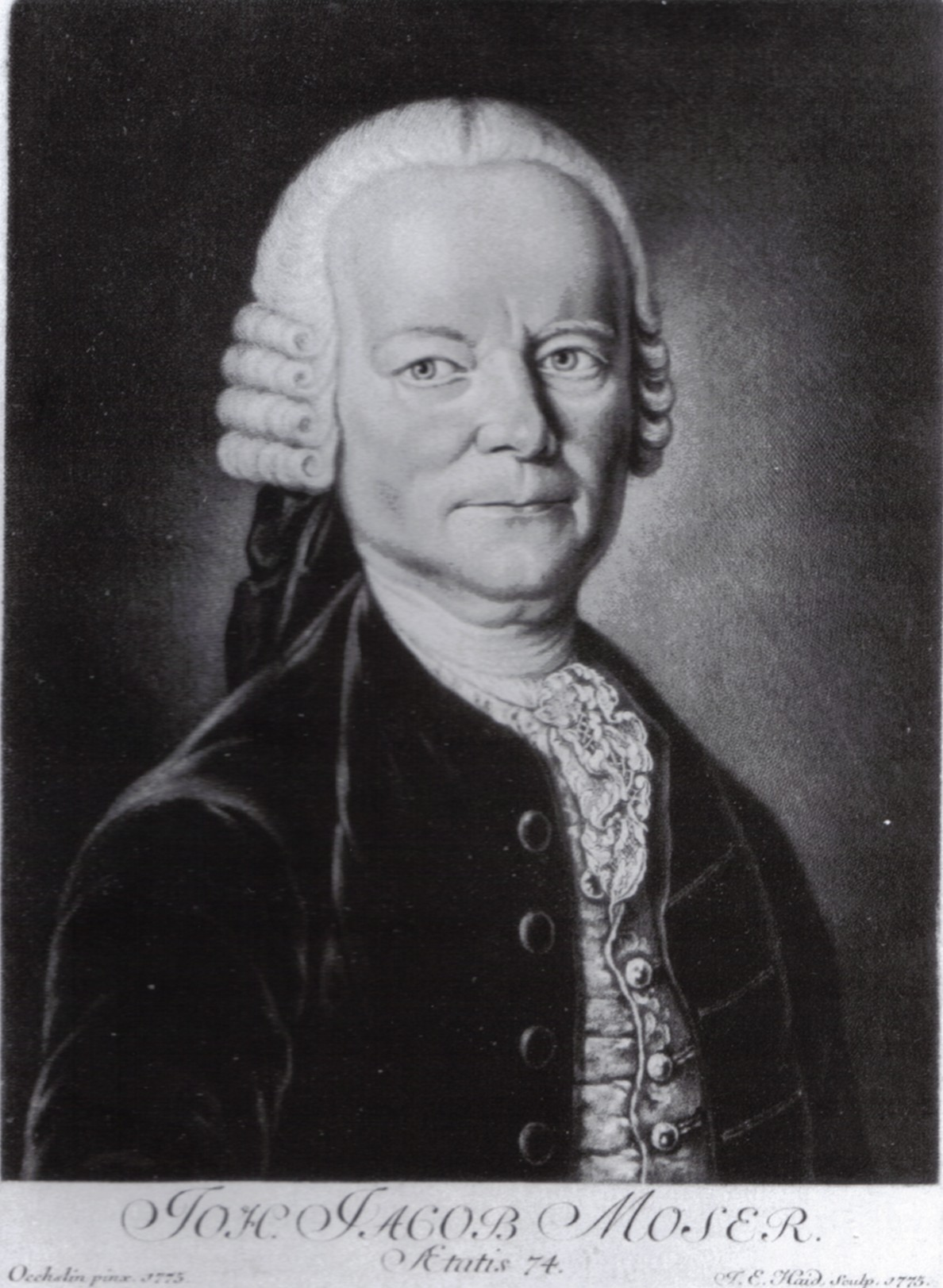
Johann Jakob Moser hatte maßgeblichen Anteil am Zustandekommen des sogenannten Erbvergleichs, der den Konflikt zwischen württembergischen Landständen und Herzog Carl Eugen beilegte.

Unter Herzog Carl Eugen kam es im Laufe von dessen langer und von prächtiger Hofhaltung geprägten Herrschaft mit der Tendenz zur Despotie zu erneuten heftigen Konflikten mit der Landschaft. Diese Konflikte wurden von Seiten der Landschaft ganz wesentlich durch die Person des Landschaftskonsulenten Johann Jakob Moser getragen. Der von 1759 bis 1764 auf dem Hohentwiel eingekerkerte Moser hatte schließlich entscheidend zum sogenannten Erbvergleich des Jahres 1770 zwischen Herzog und württembergischen Landständen beigetragen, in welchem der Herzog die alten Rechte der Stände endlich anerkannte. Das 64 Seiten umfassende Dokument enthält Regelungen zur Landesverfassung, zur Kirchenverfassung, zum Heereswesen, zur Finanzverwaltung, zur Gemeindeverfassung und zum Forstwesen. Der Erbvergleich des Jahres 1770 ist neben dem Tübinger Vertrag eine der wichtigsten Verfassungsurkunden Altwürttembergs.

### Reformlandtag
Seit dem Erbvergleich von 1770 waren die Landstände von zunehmender Vetternwirtschaft zwischen engerem Landschaftsausschuss und Landschaftsbürokratie bestimmt gewesen. Angesichts der Französischen Revolution und unter dem Eindruck der Koalitionskriege trat im Frühjahr 1797 der württembergische Landtag zu seiner zweiten und letzten Plenarsitzung im 18. Jahrhundert zusammen. Diese auch Reformlandtag genannte Plenartagung befasste sich mit der Frage der Finanzierung der französischen Kontributionen. Es ergaben sich heftige Auseinandersetzungen zwischen der Landschaftsoligarchie und deren Konsulenten in den Ausschüssen einerseits mit den Abgeordneten auf der anderen Seite, die schließlich einen neu besetzten Ausschuss aus den Reihen der Opposition wählten. Der noch bis 1799 dauernde Reformlandtag kam zu keinem greifbaren Ergebnis.

### Das Ende der Landschaft Altwürttembergs
Kurfürst Friedrich von Württemberg eignete sich zwei Tage vor seiner Erhebung zum König, am 30. Dezember 1805, die Kassen und das Archiv der Landstände gewaltsam an und setzte die altständische Verfassung Württembergs außer Kraft. Die traditionelle Mitregierung der Stände wurde damit beendet. Aus der Sicht Friedrichs und des federführenden Ministers Graf Wintzingerode war dieser Schritt dringend geboten, um den in seiner Existenz bedrohten württembergischen Staat rasch auf Linie mit dem Willen Napoleons zu bringen. Die altwürttembergischen Städte und Ämter mussten sich nun unter die absolute Regierungsgewalt des neuen Königs stellen und ihre Steuereinnahmen an dessen Regierung abführen.

## Die Stände des Königreichs Württemberg 1815 bis 1918
In den Jahren des absoluten Regimes König Friedrichs seit 1806 gab es keinen Landtag. Es kam seitens der Bevölkerung immer wieder zur Forderung nach Gewährung staatsbürgerlicher Rechte unter Erinnerung an den Tübinger Vertrag von 1514 und das „gute alte Recht“.

### Die Ständeversammlungen 1815 bis 1819
Anfang des Jahres 1815 berief König Friedrich eine Ständeversammlung ein, die eine landständische Verfassung beschließen sollte. Nun versammelten sich Abgeordnete des evangelisch-pietistischen Altwürttemberg mit überwiegend katholischen Abgeordneten aus den 1802 bis 1810 während der Koalitionskriege gewonnenen Gebieten Neuwürttembergs. Der Ständeversammlung, welche sich in einem provisorischen Sitzungssaal im Gebäude des später eingerichteten Katharinenstifts in Stuttgart versammelte, gehörten 31 mediatisierte Fürsten und Grafen, 19 Angehörige der Ritterschaft, vier Abgesandte der evangelischen und der katholischen Kirche sowie der Landesuniversität Tübingen und 71 Abgeordnete der sieben guten Städte und der 64 Oberämter an. Ein von König Friedrich vorgelegter Verfassungsentwurf fand nicht die Zustimmung der Ständeversammlung, so dass der Landtag am 5. August 1815 von König Friedrich aufgelöst wurde unter Hinweis auf die nunmehrige Gültigkeit der oktroyierten Verfassung. Ein vier Jahre währender Verfassungskampf war die Folge. Dieser jahrelange Verfassungskampf wurde begleitet von politischen Schriften, unter denen insbesondere die Gedichte Ludwig Uhlands zu nennen sind. Eine zweite Tagungsperiode vom Oktober 1815 bis zum Dezember 1816 führte ebenfalls nicht zur Annahme der Verfassung. Die Altrechtler störte vor allem das geplante Zwei-Kammer-System, was es zu Zeiten des Herzogtums nicht gegeben hatte.
Die zur dritten Tagungsperiode einberufene Ständeversammlung lehnte am 2. Juni 1817 einen Verfassungsentwurf des neuen Königs Wilhelm ebenfalls ab, so dass der König am 4. Juni 1817 auch diese Versammlung auflöste. Im Juli 1819 trat eine neue Ständeversammlung zusammen; diesmal wurde der Verfassungsentwurf des Königs im September angenommen und am 25. September 1819 in einer Feier im Ordenssaal des Ludwigsburger Schlosses beurkundet. Die Gefahr, dass durch die anstehenden Karlsbader Beschlüsse die Einführung einer neuen Verfassung vielleicht gar nicht mehr möglich wäre, hatte sich nun beschleunigend für die Annahme durch die Stände ausgewirkt.
Liste der Präsidenten der Ständeversammlungen 1815 bis 1819:
| Amtszeit                                                             | Präsident                                                     |
| 15. März bis 28. Juli 1815 und 16. Oktober 1815 bis 7. Dezember 1816 | Fürst August zu Hohenlohe-Öhringen                            |
| 5. März bis 4. Juni 1817                                             | Fürst Maximilian Wunibald von Waldburg zu Zeil und Trauchburg |
| 13. Juli bis 25. September 1819                                      | Fürst Franz von Waldburg zu Zeil und Trauchburg               |

Die neue Verfassung regelte in 70 Paragraphen die Aufgaben und Rechte der Landstände (Kapitel 9, §§ 124 bis 194). Diese sollten bei der Gesetzgebung mitwirken, den König auf etwaige Mängel seiner Regierung hinweisen, gegen verfassungswidriges Handeln Klage erheben und das Staatsbudget bewilligen. Als Bindeglied zwischen den Landständen und dem König fungierte der erneut ins Leben gerufene Geheime Rat.

### Die Landtagspräsidenten von 1820 bis 1918
| Dauer         | Präsidenten der Ersten Kammer                             |
| ------------- | --------------------------------------------------------- |
| 1820 bis 1835 | Fürst August zu Hohenlohe-Öhringen                        |
| 1835 bis 1860 | Fürst Ernst zu Hohenlohe-Langenburg                       |
| 1860 bis 1872 | Graf Albert von Rechberg und Rothenlöwen zu Hohenrechberg |
| 1872 bis 1899 | Fürst Wilhelm von Waldburg zu Zeil und Trauchburg         |
| 1899 bis 1910 | Graf Otto von Rechberg und Rothenlöwen zu Hohenrechberg   |
| 1911 bis 1918 | Fürst Johannes zu Hohenlohe-Bartenstein und Jagstberg     |

| Dauer         | Präsidenten der Zweiten Kammer                  |
| ------------- | ----------------------------------------------- |
| 1820 bis 1830 | Jakob Friedrich Weishaar                        |
| 1833 bis 1838 | Freiherr Ludwig von Gaisberg-Schöckingen        |
| 1839 bis 1848 | Karl Georg Wächter                              |
| 1848 bis 1849 | Wilhelm Murschel                                |
| 1849 bis 1850 | Adolf Schoder (Präsident der Landesversammlung) |
| 1850 bis 1863 | Friedrich von Römer                             |
| 1863 bis 1868 | Franz Weber                                     |
| 1868 bis 1870 | Theodor Geßler                                  |
| 1870          | Rudolf Probst                                   |
| 1870 bis 1874 | Franz Weber (zum zweiten Mal)                   |
| 1875 bis 1881 | Julius Hölder (Deutsche Partei)                 |
| 1882 bis 1894 | Karl von Hohl (Landespartei)                    |
| 1895 bis 1912 | Friedrich Payer (Volkspartei)                   |
| 1913 bis 1918 | Heinrich von Kraut (BdL/Konservativ)            |

### Der Landtag gemäß der Verfassung von 1819
In den Landtag gewählt werden konnte ein Mann mit dem vollendeten 30. Lebensjahr, wenn er den in § 135 der Verfassung genannten Bedingungen genügte. Zu diesen Bedingungen gehörte die Zugehörigkeit zu einer der drei christlichen Konfessionen (evangelisch, reformiert oder katholisch), nicht mit dem Gesetz in Konflikt geraten zu sein, nicht in finanziellen Schwierigkeiten zu stecken und nicht unter Vormundschaft oder Privatdienstherrschaft zu stehen. Das aktive Wahlrecht gestaltete sich gemäß § 138 der Verfassung so, dass auf sieben Bürger ein Wahlmann kam. So stellte zum Beispiel eine Gemeinde mit 300 Einwohnern, in der es 63 Bürger gab, neun Wahlmänner. Zwei Drittel der Wahlmänner waren diejenigen, welche im vergangenen Jahr die höchsten Steuern in der Gemeinde bezahlt hatten. Das restliche Drittel der Wahlmänner wurde von den übrigen Steuerzahlern der Gemeinde gewählt. Die Wahlmänner mussten mindestens 25 Jahre alt sein. Somit genügten die württembergischen Stände bis zum Ende der Monarchie 1918 weder in ihrer Zusammensetzung noch im verfassungsmäßig verbrieften Einfluss auf die Regierung modernen demokratischen Vorstellungen. Trotzdem weist die Zweite Kammer des württembergischen Landtags seit ihrem Bestehen im Jahre 1819 eine lebendige parlamentarische Entwicklung mit zeitgenössisch hoher Beachtung der dort stattfindenden Debatten auf.
Zusammensetzung der Ersten Kammer:
- Prinzen des Hauses Württemberg (Herzöge)
- Standesherren (Fürsten und Grafen)
- Vom König ernannte Persönlichkeiten. Diese durften gemäß § 132 der Verfassung maximal ein Drittel aller Angehörigen der Ersten Kammer umfassen.

Anm.: Mehr als zwei Drittel der Mitglieder in der Ersten Kammer waren katholisch, was im Gegensatz dazu stand, dass die württembergische Bevölkerung zu mehr als zwei Dritteln evangelisch war.

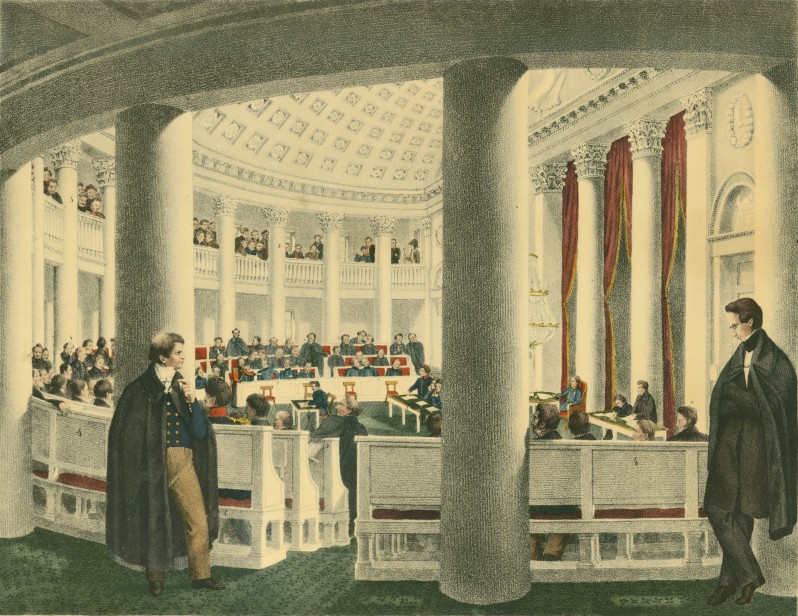
Blick in den sogenannten Halbmondsaal, den 1819 eröffneten Plenarsaal der Zweiten Kammer des württembergischen Landtages. Die Lithographie entstand 1833 und zeigt unter anderem die Abgeordneten Ludwig Uhland, welcher in der Mitte sitzt und sich zum Betrachter wendet, und rechts an die Säule gelehnt Paul Pfizer.

Zusammensetzung der Zweiten Kammer aus 93 Mitgliedern:
23 bevorrechtigte Abgeordnete (Privilegierte):
- 13 Vertreter aus der Ritterschaft
- sechs Generalsuperintendenten der evangelischen Landeskirche aus Schwäbisch Hall, Heilbronn, Ludwigsburg, Reutlingen, Tübingen und Ulm
- der katholische Bischof der Diözese Rottenburg
- ein Mitglied des Rottenburger Domkapitels
- der dienstälteste katholische Dekan
- der Kanzler der Universität Tübingen

70 gewählte Abgeordnete:
- je ein Abgeordneter für die sogenannten sieben guten Städte: Stuttgart, Tübingen, Ludwigsburg, Ulm, Heilbronn, Reutlingen und Ellwangen
- je ein Abgeordneter aus den 63 Oberamtsbezirken

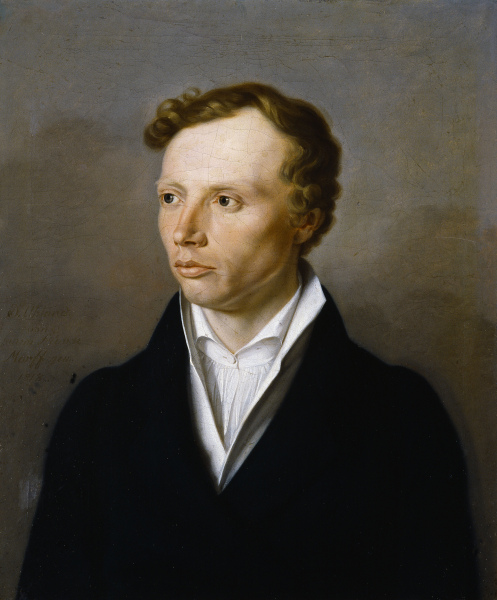
Ludwig Uhland, einer der liberalen Wortführer im württembergischen Landtag

### Die Abgeordnetenkammer im Vormärz
Die Abgeordnetenkammern der Landtage in Württemberg und in Baden erfreuten sich in der Zeit des Biedermeier breiter öffentlicher Wahrnehmung und deren liberale Wortführer waren trotz oder gerade wegen der geltenden Karlsbader Beschlüsse in ganz Deutschland bekannt. Die Zweite Kammer in Stuttgart war zwar im Gegensatz zu jener in Karlsruhe keine reine Volkskammer und hatte sich zudem nominell noch mit der Ersten Kammer abzustimmen. Dennoch konnte die Zweite Kammer in Stuttgart fast wie ein aus nur einer Kammer bestehendes Parlament agieren, weil die württembergische Kammer der Standesherren in der Anfangszeit des Königreichs selten in beschlussfähiger Stärke versammelt war. Dies lag an dem Groll, den die Standesherren wegen ihrer Mediatisierung noch lange gegenüber dem König hegten. Solange eine Kammer aber nicht beschlussfähig war, galt sie laut Verfassung als zustimmend in die Beschlüsse der anderen Kammer. Die erste Kammer war wegen der andauernden Abwesenheit der meisten königlichen Prinzen und Standesherren oft nicht nur beschlussunfähig, sondern auch kaum arbeitsfähig, weil die ganze Last der parlamentarischen Arbeit und die Anfertigung der nötigen Kommissionsberichte auf den Schultern der wenigen lebenslang ernannten Mitglieder ruhte. Berühmte liberale Parlamentarier der zweiten Kammer in Stuttgart waren zum Beispiel Paul Pfizer, Friedrich Römer und Ludwig Uhland. Sie ergriffen das Wort für die Freiheitsrechte der Bürger und die Möglichkeit politischer Mitbestimmung und nahmen die bestehenden repressiven Zustände des staatlichen und wirtschaftlichen Lebens, des sozialen Gefüges sowie der religiösen und kulturellen Gegebenheiten des Vormärz kritisch unter die Lupe. Die in ganz Deutschland im Vorfeld der Märzrevolution übliche Willkür von Polizei und staatlicher Pressezensur wurden Gegenstand der Debatten im Halbmondsaal. Auch die Forderung nach Deutscher Einheit wurde hier bereits artikuliert. Die Abgeordnetenkammern sowohl in Karlsruhe als auch Stuttgart waren in dieser Hinsicht geistige Vorläufer der Frankfurter Nationalversammlung.

### Kurzlebige Reformen des Revolutionsjahres 1848
Bei der Wahl zur Frankfurter Nationalversammlung durften alle volljährigen Bürger geheim und direkt abstimmen und sich selbst zur Wahl stellen. Es gab keine Vorrechte des Adels oder von Standesherren mehr. Nach diesem Vorbild wurden auch in Württemberg in den Jahren 1849 und 1850 drei Landesversammlungen gewählt, welche eine neue württembergische Verfassung beschließen sollten. Im Gegensatz zum Verlauf der Revolution in Baden blieben die Folgen der Märzrevolution in Württemberg sehr moderat und die Ereignisse um das vom 6. bis zum 18. Juni 1849 in Stuttgart tagende Rumpfparlament der vormaligen Frankfurter Nationalversammlung markierten das Scheitern der Revolution. Im Jahre 1851 verfügte der leitende Minister Joseph von Linden die verbindliche Rückkehr zur württembergischen Verfassung von 1819. Die Ideen und Ideale von 1848 wirkten dennoch weiter und führten allmählich zur Gründung politischer Parteien, in denen sich die Mitwirkung der Bevölkerung an der politischen Willensbildung entwickeln konnte.

### Die Wahlrechtsreform des Jahres 1868
Mit dem Verfassungsgesetz vom 26. März 1868 wurde in Württemberg das allgemeine, gleiche, direkte und geheime Wahlrecht der männlichen Bevölkerung zur Wahl der 70 Abgeordneten der Zweiten Kammer wirksam. Wählbar waren jetzt Männer aller Religionen, so dass mit Eduard Pfeiffer erstmals ein jüdischer Abgeordneter in den Landtag einziehen konnte. Bei dieser Reform war das Wahlrecht zum Deutschen Zollparlament beispielgebend gewesen. An der prinzipiellen Zusammensetzung der beiden Kammern, insbesondere auch an der Stellung der 23 privilegierten Abgeordneten der Zweiten Kammer, änderte sich dadurch nichts, was weiterhin Anlass zu ständiger Unzufriedenheit bot. Die Jahre vor der Reichsgründung 1871 waren geprägt von heftigen Debatten in der Zweiten Kammer. Die Abgeordneten der Volkspartei waren großdeutsch eingestellt, die Vertreter der Deutschen Partei plädierten für die kleindeutsche Lösung. Nach der Gründung des Deutschen Reichs verlor der württembergische Landtag ebenso wie die Landtage der anderen süddeutschen Staaten Bayern, Baden und Hessen einen Teil seiner bisherigen Kompetenzen an den Reichstag.

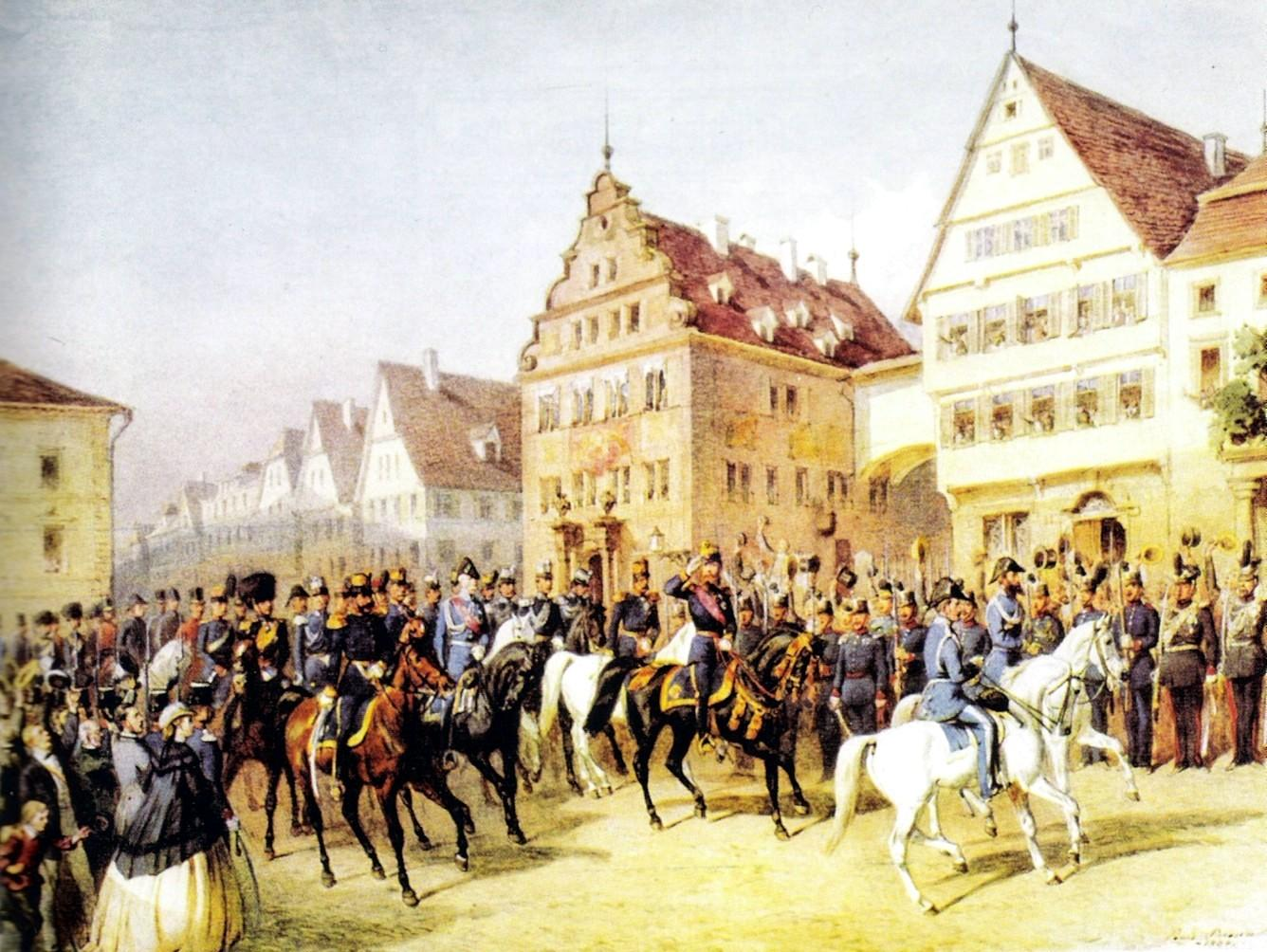
Szene aus dem Jahre 1864: Der neue König Karl von Württemberg kommt mit großem Gefolge zur Eröffnung des württembergischen Landtages.

### Von den Gründerjahren bis zur Verfassungsreform 1906
In den Jahren nach der Wahlrechtsreform von 1868 und nach der Reichsgründung von 1871 vollzog sich die Wandlung der Zweiten Kammer von einer liberalen Honoratiorenversammlung zu einer demokratisch legitimierten Volksvertretung.
Von 1868 bis zur Verfassungsreform von 1906 ergab sich ungefähr folgende Mandatsverteilung der Parteien in der Zweiten Kammer:
| Wahljahr | Sozial- demo- kraten | Volks- partei | Deutsche Partei | Katho- liken | Konservative Partei und Bund der Landwirte | Sonstige | Privilegierte |
| -------- | -------------------- | ------------- | --------------- | ------------ | ------------------------------------------ | -------- | ------------- |
| 1868     |                      | 23 Sitze      | 14 Sitze        | 22 Sitze     |                                            | 11 Sitze | 23 Sitze      |
| 1870     |                      | 20 Sitze      | 32 Sitze        | 17 Sitze     |                                            | 1 Sitz   | 23 Sitze      |
| 1876     |                      | 13 Sitze      | 18 Sitze        | 12 Sitze     |                                            | 27 Sitze | 23 Sitze      |
| 1882     |                      | 18 Sitze      | 23 Sitze        | 13 Sitze     |                                            | 16 Sitze | 23 Sitze      |
| 1889     |                      | 18 Sitze      | 29 Sitze        | 12 Sitze     |                                            | 11 Sitze | 23 Sitze      |
| 1895     | 2 Sitze              | 31 Sitze      | 10 Sitze        | 18 Sitze     | 1 Sitz                                     | 8 Sitze  | 23 Sitze      |
| 1900     | 5 Sitze              | 28 Sitze      | 12 Sitze        | 18 Sitze     | 6 Sitze                                    | 1 Sitz   | 23 Sitze      |

Sowohl über die Zusammensetzung als auch den quantitativen Umfang der jeweiligen Fraktion besteht keine Einigkeit in der Literatur. Die angegebenen Zahlen der Tabelle für die Jahre 1868 bis 1900 dürfen deshalb nur als grobe Näherung gewertet werden!
Das Zentrum gab es in Württemberg als Partei erst seit 1895. Die späte Gründung hatte ihre Ursache darin, dass die Katholiken in Württemberg anders als im Nachbarland Baden oder in Preußen keinen Kulturkampf erleben mussten, zumal der langjährige Ministerpräsident Hermann von Mittnacht selbst Katholik war. 1876 hatte sich nach den Wahlen eine katholisch geprägte Landespartei formiert, der aber nur konservative und der Regierung nahestehende Parlamentarier angehörten. Die demokratisch orientierten Katholiken unter Führung von Rudolf Probst als Fraktion der Linken hingegen standen der Volkspartei nahe.

### Der Landtag gemäß der Verfassung von 1906

Collage von Fotografien der Mitglieder der Kammer der württembergischen Standesherren, 1904

Das Verfassungsgesetz vom 16. Juli 1906 führte zu einer grundlegenden Reform in der Zusammensetzung der beiden Kammern der württembergischen Landstände.
Zusammensetzung der Ersten Kammer: 
- Prinzen des Hauses Württemberg (Herzöge)
- Standesherren (Fürsten und Grafen)
- höchstens sechs vom König auf Lebenszeit ernannte Persönlichkeiten
- acht Vertreter aus der Ritterschaft
- der Präsident des evangelischen Konsistoriums
- der Präsident der evangelischen Landessynode
- zwei evangelische Generalsuperintendenten
- der katholische Domkapitular (Vertreter des katholischen Bischofs)
- ein katholischer Dekan
- ein Vertreter der Universität Tübingen
- ein Vertreter der TH Stuttgart
- zwei Vertreter von Handel und Industrie
- zwei Vertreter der Landwirtschaft
- ein Vertreter des Handwerks

Zusammensetzung der Zweiten Kammer: 
- je ein Abgeordneter aus den 63 Oberamtsbezirken
- sechs Abgeordnete für die Oberamtsstadt Stuttgart
- je ein Abgeordneter für die sechs Städte Tübingen, Ludwigsburg, Ulm, Heilbronn, Reutlingen und Ellwangen
- neun Abgeordnete für den aus Neckar- und Jagstkreis gebildeten Landeswahlkreis
- acht Abgeordnete für den aus Schwarzwald- und Donaukreis gebildeten Landeswahlkreis

Die Ergebnisse der beiden letzten Landtagswahlen für die Zweite Kammer im Königreich Württemberg sind in der nachfolgenden Tabelle zusammengefasst. Nach der Verfassungsreform von 1906 waren die dort vertretenen Abgeordneten allein vom Volk gewählt:
| Wahljahr | Sozial- demo- kraten | Volks- partei   | Deutsche Partei | Zentrum         | Konservative Partei und Bund der Landwirte |
| -------- | -------------------- | --------------- | --------------- | --------------- | ------------------------------------------ |
| 1906     | 22,6 % 15 Sitze      | 23,6 % 24 Sitze | 10,9 % 13 Sitze | 26,7 % 25 Sitze | 16,2 % 15 Sitze                            |
| 1912     | 26,0 % 17 Sitze      | 19,5 % 19 Sitze | 12,1 % 10 Sitze | 26,8 % 26 Sitze | 15,6 % 20 Sitze                            |

## Die Tagungsgebäude der württembergischen Landstände

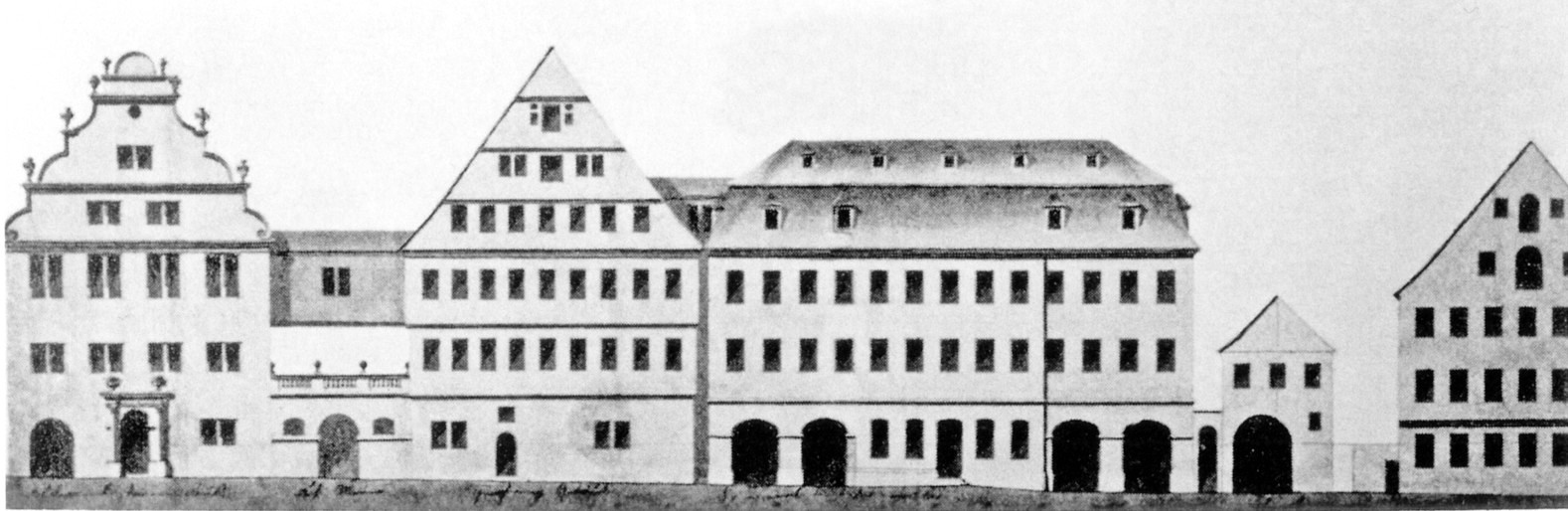
Aufrisszeichnung der Häuserzeile württembergischer Landtagsgebäude im Jahre 1806. Von links nach rechts abgebildet das Tagungsgebäude der Landschaft (1582 erbaut, 1638 abgebrannt und 1658 wiedererrichtet), die Kanzlei (1564 von der Landschaft gekauft) und der im 18. Jahrhundert errichtete sogenannte Lange Bau, welcher 1819 für die Zweite Kammer grundlegend umgebaut wurde und dann bis zur Zerstörung 1944 den Halbmondsaal beherbergte.

Die Gebäude der alten württembergischen Landschaft in Stuttgart befanden sich seit 1564 bis zur vollständigen Zerstörung im Bombenkrieg 1944 im Block zwischen Kronprinzstraße, Kienestraße, Calwer Straße und der Verlängerung der heutigen Willi-Bleicher-Straße zum Kleinen Schloßplatz.

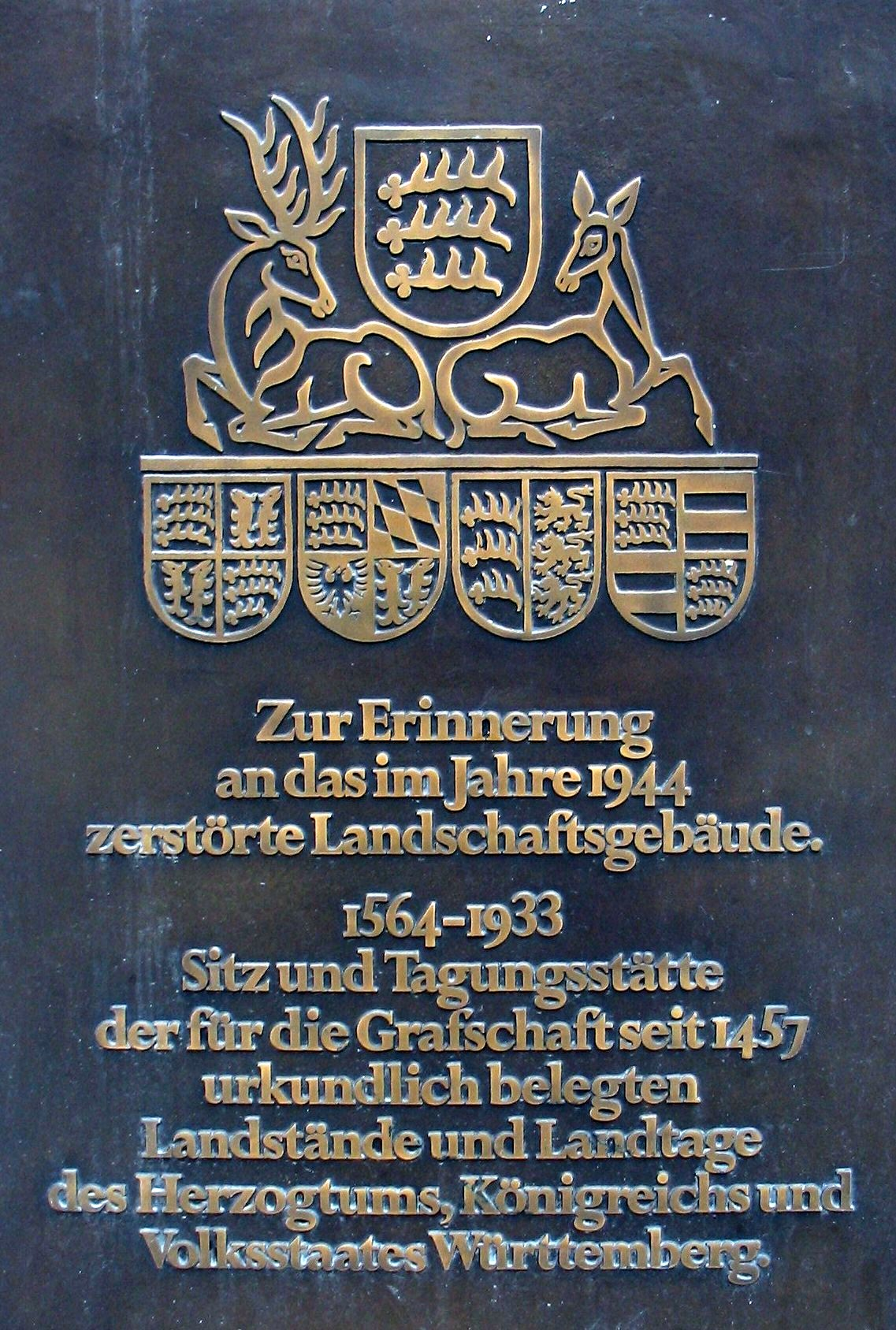
Erinnerungstafel am heutigen kommerziell genutzten Nachfolgebau in der Stuttgarter Kronprinzstraße

Bis zur Mitte des 16. Jahrhunderts war mit der Einberufung eines Landtages durch den Landesherrn stets die Suche nach geeigneten Tagungsräumen in Stuttgart oder in anderen württembergischen Städten verbunden. Für die Landtage um die Mitte des 15. Jahrhunderts könnte zunächst das Herrenhaus am Marktplatz von Stuttgart genutzt worden sein. Wenn der Landtag in Stuttgart tagte, so diente etwa ab den sechziger Jahren des 15. Jahrhunderts das neu errichtete bürgerliche Rathaus als Versammlungsort. Die Eröffnungs- und Schlusssitzungen fanden im Beisein des Herzogs im alten Schloss statt.
Im August 1564 kaufte die Landschaft für 2900 Gulden in der Stuttgarter Reichen Vorstadt ein Haus, welches dem herzoglichen Kammersekretär Franz Kurz gehörte. Dieses Haus befand sich an der Stelle der späteren Kronprinzstraße 4. Dort richtete die Landschaft nun ihre Kanzlei ein. In dem Haus wurde 1565 auch ein Gewölbe für die landständische Kasse und das Archiv ausgebaut. Da Herzog Christoph zunächst darauf hinwies, dass dieses Gewölbe für die Kasse zu wenig Sicherheit bot und es für die Lagerung von Akten zu feucht sei, wurden weitere Anpassungen am Gebäude vorgenommen. Am Eingang des Hauses war das Wappen des Vorbesitzers mit dem Wahlspruch „Es gehet seltsam zu“ angebracht, welches nicht entfernt wurde. In den folgenden Jahrhunderten bezog die Bevölkerung diesen Wahlspruch direkt auf die Verhandlungen der Landstände.
In dem Haus hatten nun der Große und der Kleinere Ausschuss der Landstände ihren ständigen Sitz.

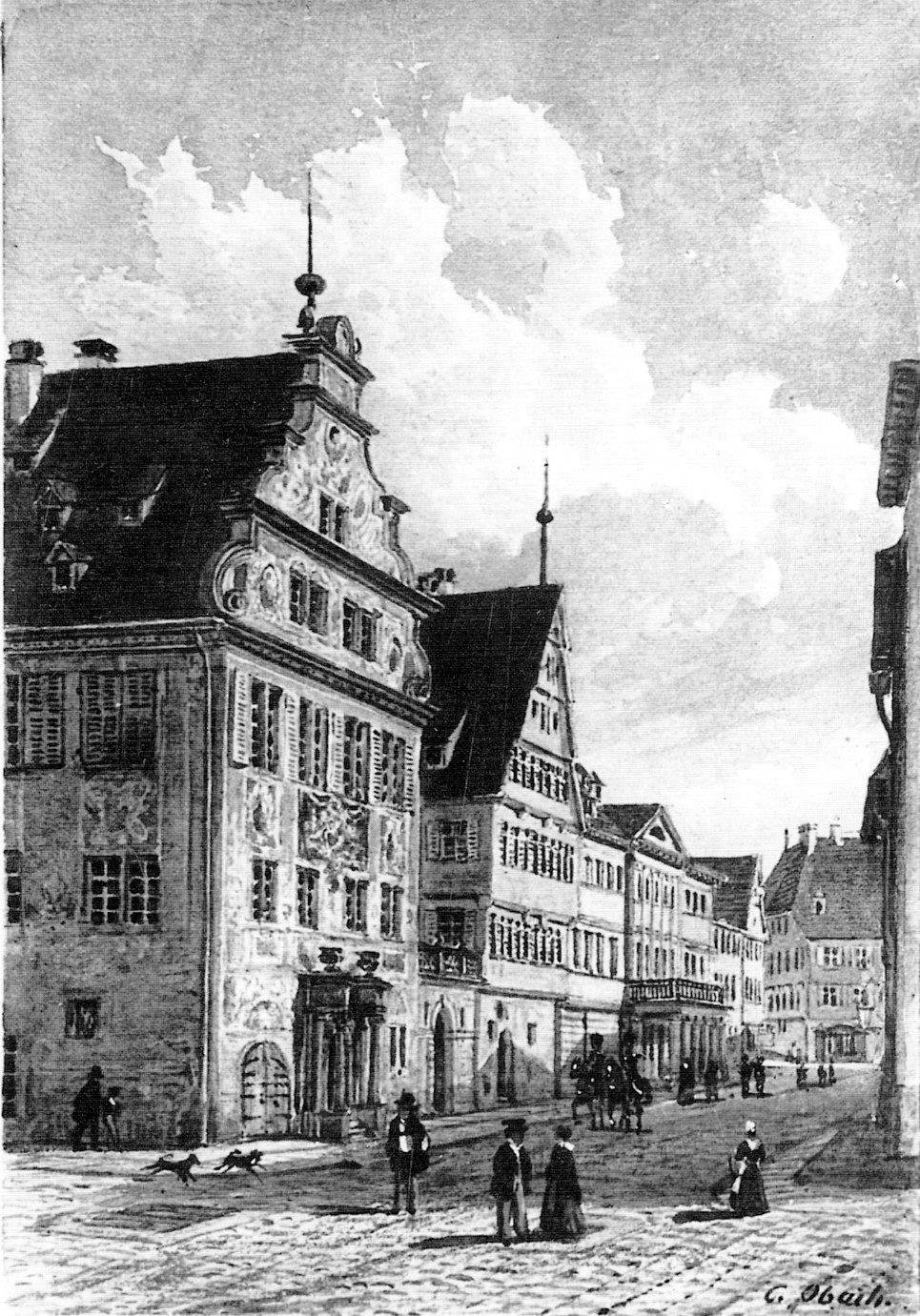
Ansicht der Landtagsgebäude in der Stuttgarter Kronprinzstraße aus dem Jahre 1845

Da das Haus in der Kronprinzstraße 4 für Tagungen des gesamten Landtags zu klein war, genehmigte Herzog Ludwig in den Jahren 1580 bis 1582 den Bau eines weiteren Gebäudes auf dem 1577 eigens dafür erworbenen Nachbargrundstück, der späteren Kronprinzstraße 6 an der Ecke zur heutigen Kienestraße. Der Baumeister Jakob Salzmann entwarf die Pläne für diesen Neubau, dessen Baukosten sich am Ende auf 8593 Gulden beliefen.
Am 16. Februar 1583 fand in dem neuen Gebäude die erste Plenarsitzung der Landstände statt. Das repräsentative Landtagsgebäude verfügte über einen großen Weinkeller, der dem Ausschank an die Mitglieder der Landschaft diente.
In der Mitte des 18. Jahrhunderts wurde als drittes Landschaftsgebäude noch der so genannte Lange Bau in der späteren Kronprinzstraße 2 errichtet. 1819 wurde dieser Bau nach Plänen von Hofbaumeister Gottlob Georg Barth grundlegend umgebaut und beherbergte seither den Halbmondsaal als Plenarsaal der Zweiten Kammer, der Kammer der Abgeordneten.
Die Erste Kammer, die Kammer der Standesherren des Königreichs Württemberg, versammelte sich ab 1819 im alten steinernen Landschaftsbau der Kronprinzstraße 6, Ecke Kienestraße. Im Jahre 1910, acht Jahre vor ihrer Beseitigung in der Novemberrevolution, erhielt die Kammer der Standesherren einen eigenen Neubau in der heutigen Kienestraße.
In der Nacht vom 20. auf den 21. Februar 1944 wurden alle württembergischen Landtagsgebäude durch schwere Bombentreffer und einen Flächenbrand bis auf die Grundmauern zerstört und später nicht mehr aufgebaut. An ihrer Stelle steht heute ein kommerziell genutztes modernes Geschäfts- und Bürogebäude.